# Ticket to heaven (Dire Straits)
Ticket to heaven is een lied van Dire Straits dat werd geschreven door de voorman Mark Knopfler.
De band bracht het in 1991 op een single uit en daarnaast op het album On every street. In 1994 verscheen het nogmaals op een gelijknamige maxi-single die enkele weken in de Nederlandse hitlijsten stond. De indeling hierop was als volgt.
| Nummer | lied                   | duur |
| ------ | ---------------------- | ---- |
| 1.     | Ticket to heaven       | 4:23 |
| 2.     | Walk of life           | 4:04 |
| 3.     | Joy                    | 4:42 |
| 4.     | A fistful of ice cream | 4:42 |

## Hitnoteringen
Nederlandse Top 40
| Hitnotering: week 09-07-1994 t/m 23-07-1994 | Hitnotering: week 09-07-1994 t/m 23-07-1994 | Hitnotering: week 09-07-1994 t/m 23-07-1994 | Hitnotering: week 09-07-1994 t/m 23-07-1994 | Hitnotering: week 09-07-1994 t/m 23-07-1994 |
| Week:                                       | 1                                           | 2                                           | 3                                           |                                             |
| ------------------------------------------- | ------------------------------------------- | ------------------------------------------- | ------------------------------------------- | ------------------------------------------- |
| Positie:                                    | 38                                          | 33                                          | 40                                          | uit                                         |

Nederlandse Single Top 100
| Hitnotering: 09-07-1994 t/m 06-08-1994 | Hitnotering: 09-07-1994 t/m 06-08-1994 | Hitnotering: 09-07-1994 t/m 06-08-1994 | Hitnotering: 09-07-1994 t/m 06-08-1994 | Hitnotering: 09-07-1994 t/m 06-08-1994 | Hitnotering: 09-07-1994 t/m 06-08-1994 | Hitnotering: 09-07-1994 t/m 06-08-1994 |
| Week:                                  | 1                                      | 2                                      | 3                                      | 4                                      | 5                                      |                                        |
| -------------------------------------- | -------------------------------------- | -------------------------------------- | -------------------------------------- | -------------------------------------- | -------------------------------------- | -------------------------------------- |
| Positie:                               | 46                                     | 45                                     | 43                                     | 43                                     | 50                                     | uit                                    |

### Evergreen Top 1000
| Evergreen Top 1000 "Ticket to heaven" | Evergreen Top 1000 "Ticket to heaven" | Evergreen Top 1000 "Ticket to heaven" | Evergreen Top 1000 "Ticket to heaven" | Evergreen Top 1000 "Ticket to heaven" | Evergreen Top 1000 "Ticket to heaven" | Evergreen Top 1000 "Ticket to heaven" | Evergreen Top 1000 "Ticket to heaven" | Evergreen Top 1000 "Ticket to heaven" | Evergreen Top 1000 "Ticket to heaven" | Evergreen Top 1000 "Ticket to heaven" | Evergreen Top 1000 "Ticket to heaven" | Evergreen Top 1000 "Ticket to heaven" | Evergreen Top 1000 "Ticket to heaven" | Evergreen Top 1000 "Ticket to heaven" | Evergreen Top 1000 "Ticket to heaven" | Evergreen Top 1000 "Ticket to heaven" |
| Jaar                                  | 2008                                  | 2009                                  | 2010                                  | 2011                                  | 2012                                  | 2013                                  | 2014                                  | 2015                                  | 2016                                  | 2017                                  | 2018                                  | 2019                                  | 2020                                  | 2021                                  | 2022                                  | 2023                                  |
| ------------------------------------- | ------------------------------------- | ------------------------------------- | ------------------------------------- | ------------------------------------- | ------------------------------------- | ------------------------------------- | ------------------------------------- | ------------------------------------- | ------------------------------------- | ------------------------------------- | ------------------------------------- | ------------------------------------- | ------------------------------------- | ------------------------------------- | ------------------------------------- | ------------------------------------- |
| Positie                               | -                                     | -                                     | -                                     | -                                     | -                                     | -                                     | -                                     | -                                     | -                                     | 525                                   | 354                                   | 515                                   | 244                                   | 195                                   | 225                                   | 177                                   |

## Covers
In 1993 bracht Piet Veerman het nummer uit op een single en op zijn album A winter's tale. Het verscheen later ook nog op zijn verzamelalbums Zijn mooiste songs (1995) en Sailin' home (Het beste van Piet Veerman) (1996). Zijn versie belandde in 2013 in de Volendammer Top 1000.
In 1999 volgde nog een cover van Erik Van Neygen, in een vertaling naar Ticket naar Eden door Elisabeth Eriksson. Zijn single bereikte de Belgische hitlijsten niet. Zijn lied verscheen daarna ook nog op zijn album Vroeger en later (2001).